# Pfarrkirche Dargun

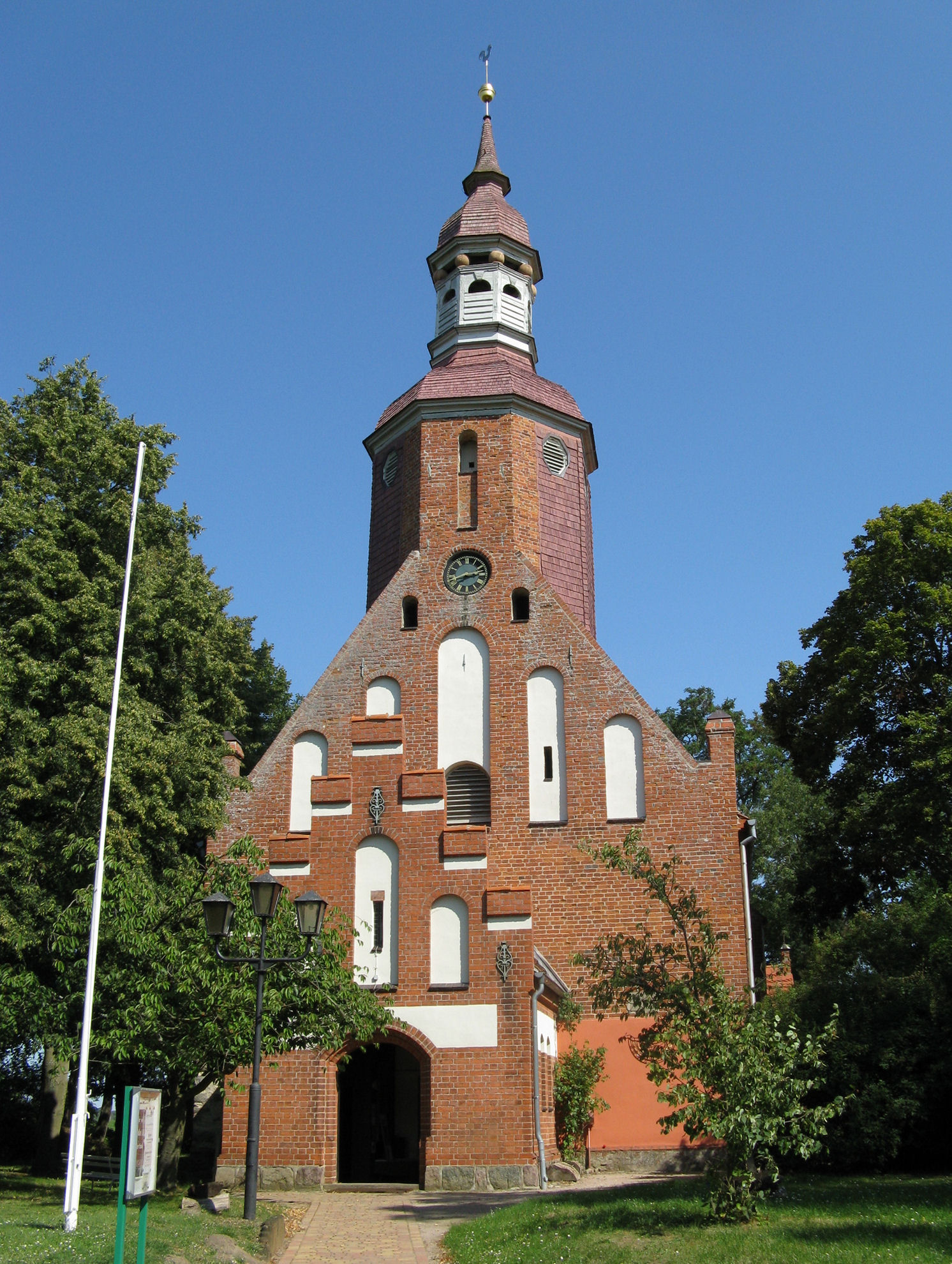
Pfarrkirche Dargun, Westseite

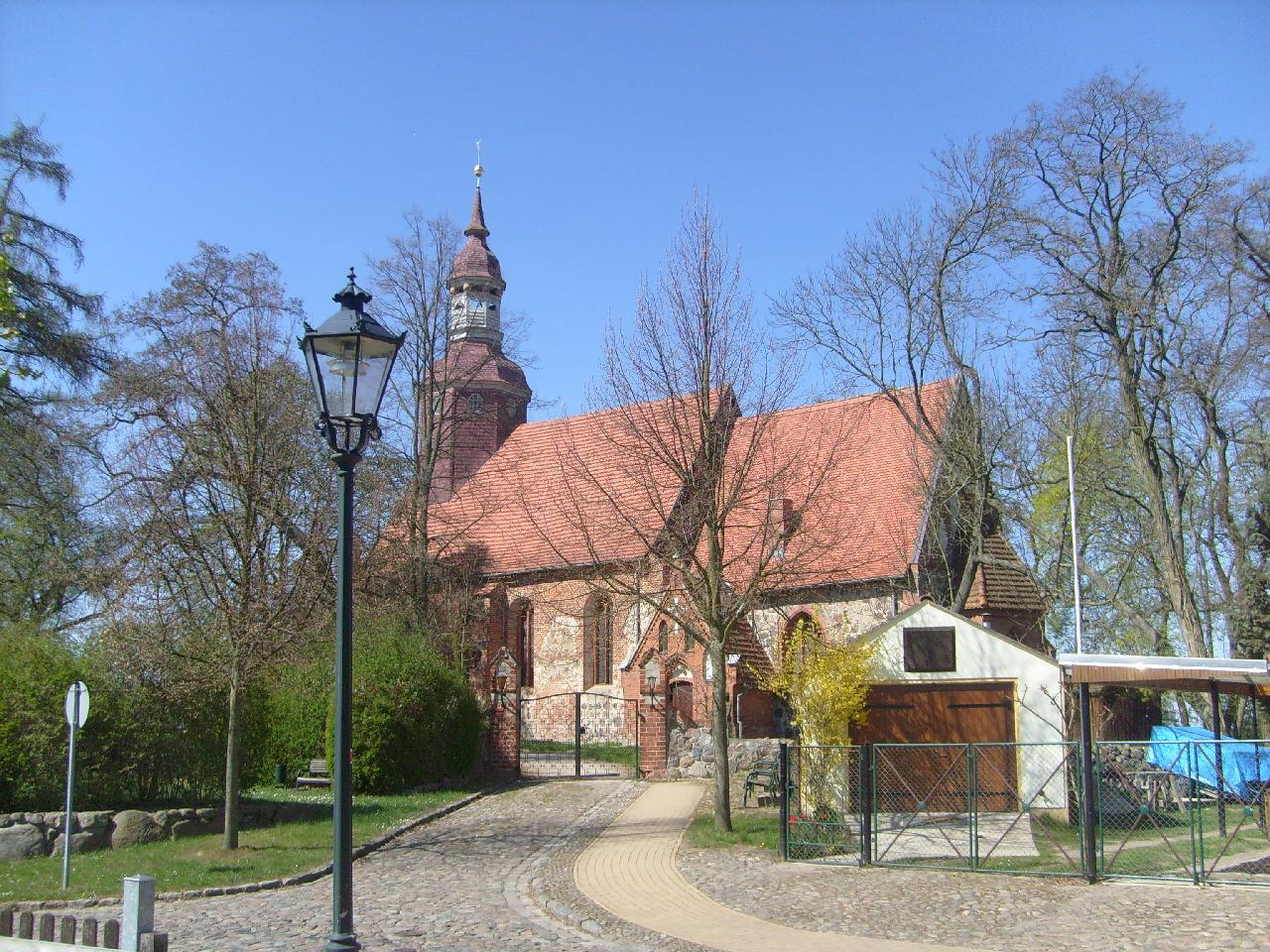
Pfarrkirche: Südostseite

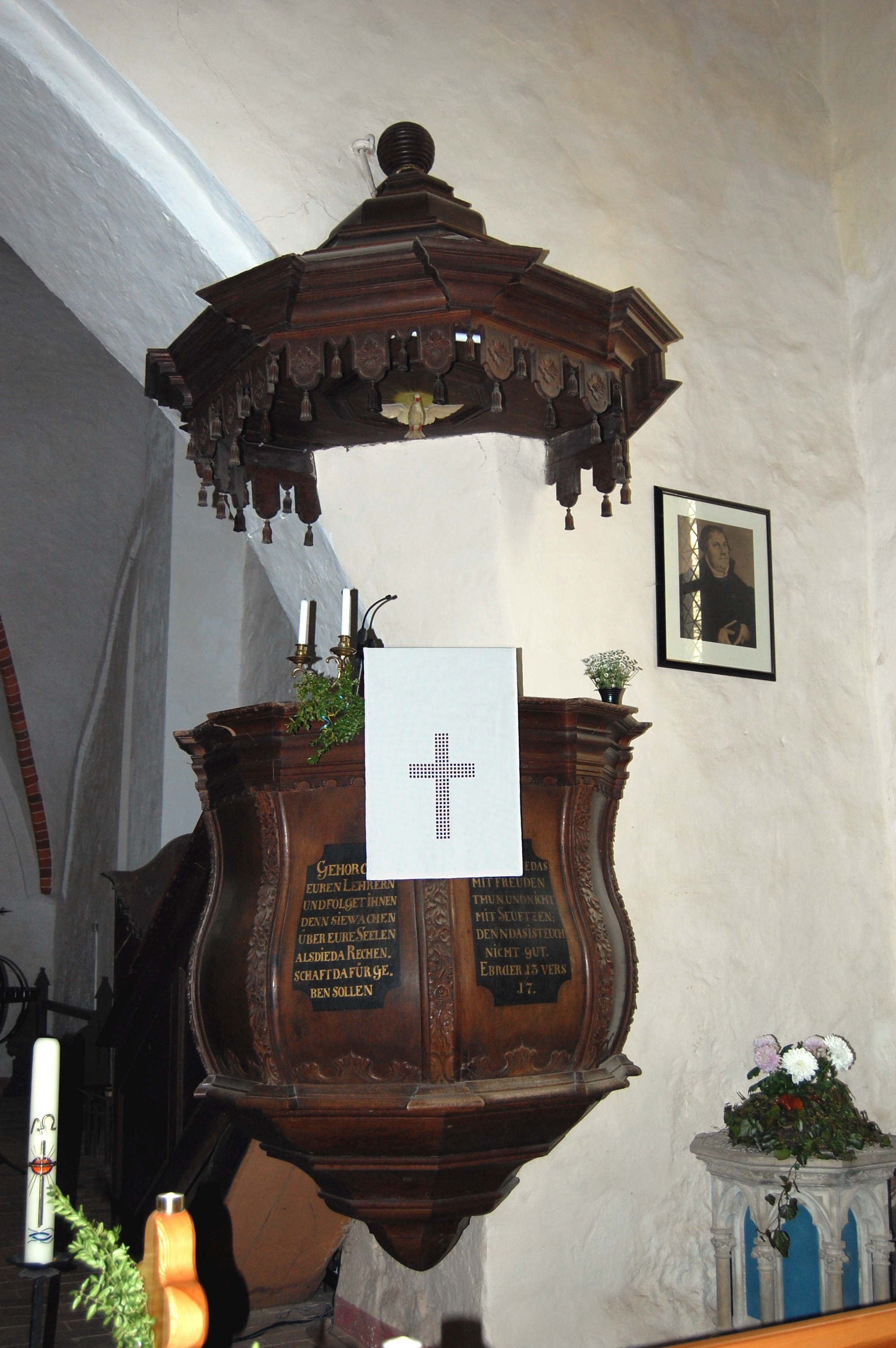
Taufstein und Kanzel

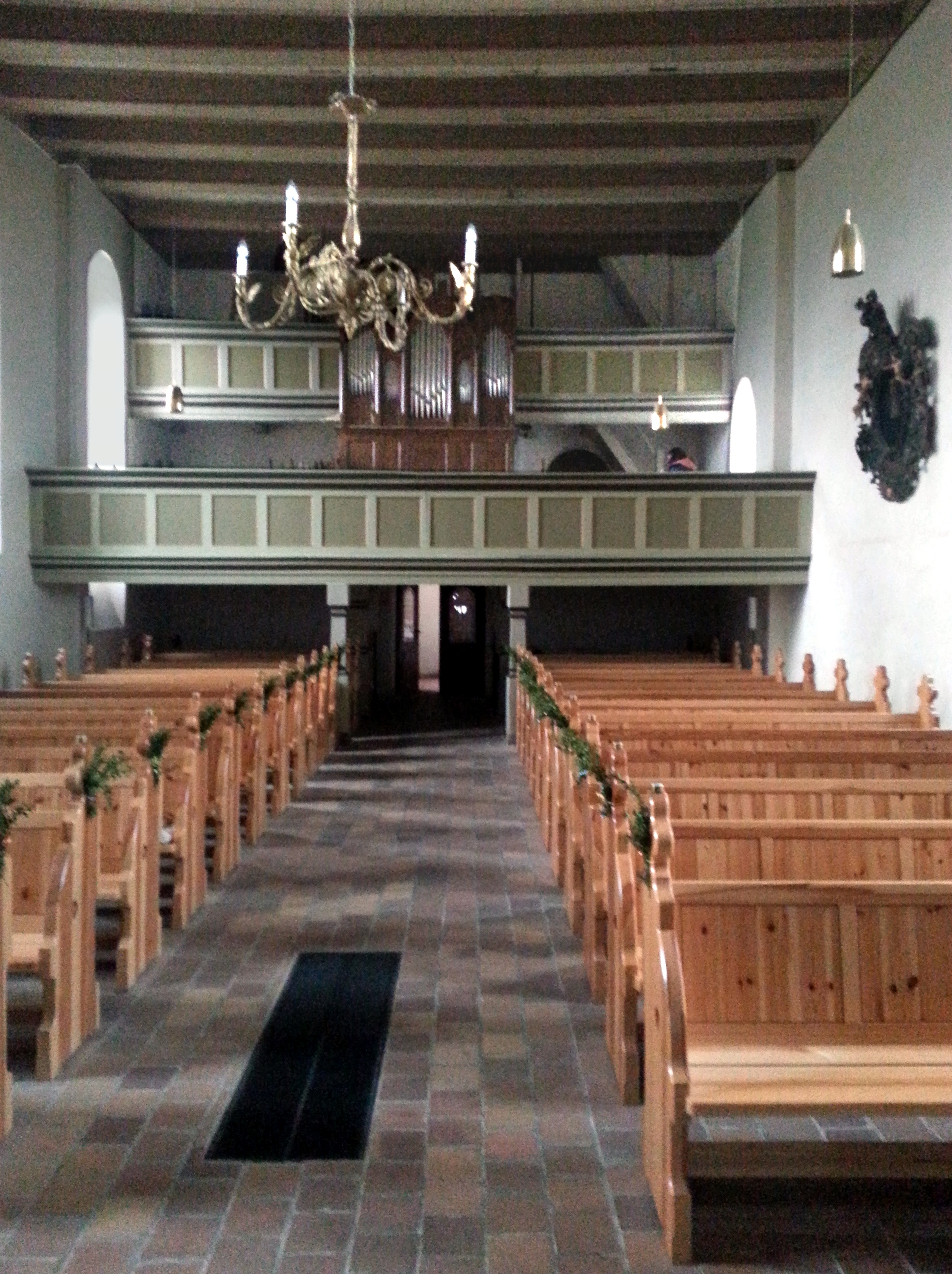
Orgel

Die Pfarrkirche Dargun in Dargun (Mecklenburg-Vorpommern) war ein frühgotischer Feldsteinbau und ist heute eine evangelisch-lutherische Backsteinkirche an der Burgstraße Nr. 9. Die Kirchengemeinde gehört zur Propstei Rostock im Kirchenkreis Mecklenburg der Evangelisch-Lutherischen Kirche in Norddeutschland (Nordkirche).
Das Gebäude mit dem Friedhof, der Feldsteinmauer und dem Portal stehen unter Denkmalschutz.

## Geschichte
Bei Dargun lag zunächst eine 1171 erwähnte elbslawische Burgsiedlung bei Rokitnitze. In der Nähe dieser Burg entstand ab 1172 eine Zisterzienserabtei und das Dorf Wargun.
In diesem Dorf wurde im 12. Jahrhundert eine von Bischof Berno 1178 erwähnte frühgotische Dorfkirche zu Röcknitz aus Feldstein errichtet. Erhalten blieben Teile des Chors aus dieser Zeit.
1753 (Datum an der Westwand, darunter die neue Sonnenuhr) wurde das Kirchenschiff als Backsteinbau erneuert. Die rechteckige, einschiffige Kirche mit Satteldach hat einen achteckigen Westturm als eine Art Dachreiter mit einer hölzernen, achteckigen, offenen barocken Laterne. An der Süd- und der Nordseite hat die Kirche jeweils ein Portal sowie drei hohe Fenster mit gotischen Spitzbogen. Der eingezogene, ursprünglich gerade Chor mit einem Satteldach wurde 1861 durch eine Apsis mit Kreuzrippengewölbe erweitert. An der Nordseite ist die quadratische Sakristei mit kuppeligem Kreuzrippengewölbe und einem rundbogigen Eingang zum Chor angebaut. Die Vorhalle soll von 1861 stammen. Der Turm wurde 2003 restauriert.
Innen
Der spätgotische, vergoldete Schnitzaltar aus der Zeit um 1500 hat eine vielfigurige Kreuzigungsgruppe, umgeben von vier Heiligen. In den 2005 restaurierten Altarflügeln sind die 12 Apostel dargestellt. Die Bilder auf den Flügelaußenseiten zeigen vier Szenen aus dem Marienleben. Die hölzerne, halbrunde, barocke und schwarze Kanzel stammt von 1753. Ein Terrakotta-Relief an der linken Chorseite stammt aus der 1945 abgebrannten Klosterkirche vom Schloss Dargun. Neben der Kanzel steht ein alter beschädigter Taufständer. Es gibt noch einen weiteren, metallenen Taufständer. Verschiedene Grabplatten befinden sich im Inneren. Die Kirchenbänke wurden 2006 gefertigt.
Orgel:
Die Orgel von 1860 baute Friedrich Hermann Lütkemüller. Sie hat 10 Register, verteilt auf einem Manual und Pedal.
Die Disposition der Orgel lautet:
| Manual C–d3          |       |
| Principal            | 8′    |
| Salicional           | 8′    |
| Gedackt              | 8′    |
| Praestant            | 4′    |
| Flöte                | 4′    |
| Nasard               | 2 ⁄3′ |
| Octave               | 2′    |
| Mixtur III (C–h0 II) |       |

| Pedal C–c1 |     |
| Subbaß     | 16′ |
| Violon     | 8′  |

- Koppeln: Pedalcoppel (Registerzug)